# Кабинет графа Четэма
Кабинет Четэма — британское правительство премьер-министра Уильяма Питта Старшего, графа Четэма, которое пришло к власти в июле 1766 года, после падения первого правительства Рокингема. Вопреки традиции Четэм не принял пост канцлера казначейства, а находился в должности лорда-хранителя Малой печати.
Из-за болезни Питт быстро утратил контроль над правительством и фактическим главой кабинета оказался Чарльз Таунсенд. Действуя в интересах короля и вопреки мнению остального кабинета, Таунсенд принял ряд жёстких мер в отношении Североамериканских колоний, в том числе провёл через парламент Законы Таунсенда, которые вводили пошлины на ввозимые в колонии товары. Историк Джон Фиск называл политику Таунсенда главной причиной начала Американской революции. Таунсенд умер в том же 1767 году, но король Георг III продолжил его политику и стал, по выражению Фиска, «сам себе премьер-министр». После смерти Таунсенда его место в кабинете занял Фредерик Норт, и теперь он в основном влиял на работу кабинета.
В 1768 году Уильям Питт подал в отставку и его место главы правительства занял герцог Графтон.

## Падение министерства Рокингема
Первый кабинет маркиза Рокингема работал в те дни, когда американские колонии протестовали против Гербового акта. Рокингем добился отмены акта, и принял Пояснительный акт, который заявлял о праве парламента вводить налоги в колониях. Этот закон был принят в основном для сохранения лица, и предполагалось, что он останется только на бумаге. Король Георг III всё меньше доверял политике Рокингема и намеревался вернуть в кабинет Уильяма Питта Старшего, но тот соглашался вернуться только на определённых условиях, которые не устраивали Рокингема. В итоге в июле 1767 года Рокингем подал в отставку и новым главой правительства стал Питт.
Король поручил Питту формирование правительства 7 июля 1766 года. Питт ещё ранее утверждал, что хотел бы создать такое правительство, которое устраивало и короля и общество, и в котором не было бы партийных разногласий. «Люди устали от наших споров», говорил он. Впоследствии кабинет Питта часто описывался как внепартийное правительство, хотя он таковым не являлся. В него не попали сторонники Бедфорда и сторонники Гренвилла. Питт создал коалицию своих сторонников, сторонников лорда Бьюта и лорда Рокингема. Правительство получилось бы более эффективным, если бы Питт включил в него лорда Гренвилла, но тот наверняка отказался бы от такого предложения. В результате, вместо того, чтобы стать правительством всех партий, правительство Питта оказалось в конфликте со всеми ими.

## Состав кабинета
- Первый лорд казначейства, лидер палаты лордов — герцог Графтон (30 июля 1766 — 14 октября 1768);
- Лорд-канцлер — граф Кэмден (30 июля 1766 — 14 октября 1768);
- Лорд-председатель Совета — граф Нортингтон (30 июля 1766 — 22 декабря 1767);
  - маркиз Стаффорд (22 декабря 1767 — 14 октября 1768)
- Лорд-хранитель Малой печати — граф Четэм (30 июля 1766 — 14 октября 1768);
- Канцлер казначейства — Чарльз Таунсенд (30 июля 1766 — 4 сентября 1767);
  - Фредерик Норт (4 сентября 1767 — 14 октября 1768)
- Государственный секретарь Северного департамента, Лидер палаты общин — Генри Конвей (30 июля 1766 — 20 января 1768)
  - Виконт Уэймут (20 января 1768 — 14 октября 1768)
- Государственный секретарь Южного департамента — граф Шелберн (30 июля 1766 — 20 января 1768)
- Первый лорд Адмиралтейства — …
- Генерал-фельдцейхмейстер — маркиз Грэнби (30 июля 1766 — 14 октября 1768);